# 鈴木丘
鈴木丘（すずききゅう、1947年 - ）は、静岡県旧大仁町（現伊豆の国市）出身の芸術家。

## 略歴
- 1947年（昭和22年）　静岡県旧大仁町（現伊豆の国市）に生まれる
- 1965年（昭和41年）　静岡県立韮山高等学校卒業
- 1971年（昭和46年）　東京芸術大学美術学部工芸デザイン科卒業
- 1973年（昭和48年）　東京芸術大学大学院鋳金科卒業
- 1978年（昭和53年）　第1回日本金属造型作家展　出展
- 1979年（昭和54年）　文化庁芸術家在外研修員（旧西ドイツ在住1980年まで）
- 1981年（昭和56年）　日本現代工芸美術展　NHK会長賞　日展　特選
- 1986年（昭和61年）　今日の金属造形―ドイツと日本の作家たち展　出品
- 1990年（平成2年） 　個展　ギャラリープラザ（静岡県三島市）
- 1995年（平成7年） 　静岡県文化奨励賞受賞
- 1999年（平成11年）　50人の作家による「日本の工芸(今)100選展」　パリ展出品
- 2003年（平成15年）　第58回新潟県美術展審査員、個展（銀座和光アートサロン(東京)）
- 建築、都市空間へのアートワーク(1990年～)
- 現在、日展会員、現代工芸美術家協会評議員

## 主な作品
- 横浜ビジネスパーク
- 新宿タカシマヤタイムズスクエア
- リバティタワー
- 晴海トリトンスクエア
- 京都パルルプラザ
- メルパルク長野
- 伊豆洋らんパーク